# Huis Slavník

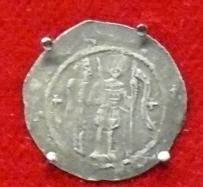
Denar van Soběslav

Het huis Slavník of de Slavnikiden was een kortdurende dynastie in het hertogdom Bohemen tijdens de 10e eeuw. De Slavnikiden worden soms omschreven als prinsen.

## Beschrijving
De Slavnikiden hebben hun macht waarschijnlijk te danken aan de teloorgang van de Magyaren na de Slag op het Lechveld in 955. De Slavnikiden en de Přemysliden worden daarna namelijk beschreven als de heersers van Wit-Kroatië en Moravië.
Slavník, zoon van Vok, wordt gezien als de stichter van de dynastie. Hij bouwde rond 950 een kasteel in Libice nad Cidlinou, dat de zetel werd van de dynastie. De Slavnikiden regeerde over de Slavische stam Zlicanen. Problemen tussen de Slavnikids en Přemysliden begonnen toen Soběslav met Praag begon te concurreren door zijn eigen munt te slaan. De daaropvolgende machtsstrijd werd in 995 beslecht toen de dynastie door de Přemysliden voor een groot deel is uitgeroeid.
De Slavnikiden vinden waarschijnlijk hun oorsprong bij de Witte Kroaten.

## Territorium
Het gebied van de Slavnikiden reikte in het oosten tot aan Kłodzko (nu Zuid-West Polen), in het noorden tot Charvatce (gesticht door de Wit-Kroaten) en liep in het westen langs de Moldau. Libice en Litomyšl worden omschreven als castrums.

## Stamboom
- Vok

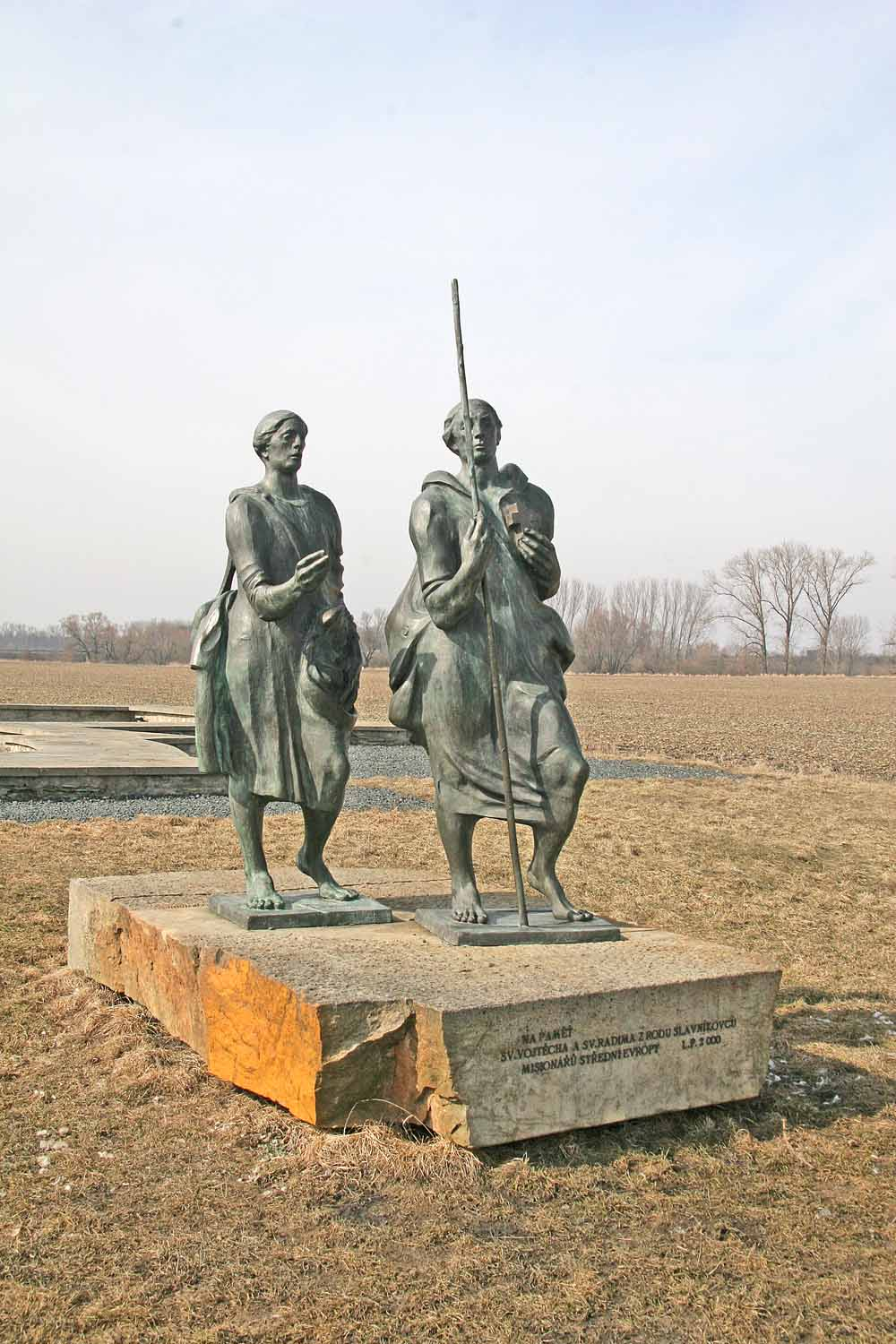
Monument voor Radim Gaudentius en Adalbert van Praag

  - Slavník (overleden op 18 maart 981)
    - Soběslav (overleden in 1004)
    - Adalbert van Praag (956 - 23 april 997)
    - Radim Gaudentius (970 - 1020)